# Chácara Santo Antônio
A Chácara Santo Antônio é um bairro nobre localizado no distrito de Santo Amaro, administrado pela Subprefeitura de Santo Amaro, Zona Centro-Sul da cidade de São Paulo, no Brasil. Configura como o mais novo centro financeiro paulistano, apresentando diversas sedes de empresas nacionais e multinacionais, hotelaria, centros comerciais e mega empreendimentos imobiliários.

## História
A área onde hoje se encontra o bairro da Chácara Santo Antônio era originalmente habitada por povos indígenas Tupi-Guarani, que ocupavam grande parte do território paulistano antes da chegada dos colonizadores portugueses. Durante o período colonial, a região começou a ser explorada pelos bandeirantes em busca de ouro e escravos indígenas, mas permaneceu essencialmente rural até o século XIX.
No século XIX, a região começou a transformar-se com a expansão agrícola. As terras eram parte de grandes propriedades rurais, como a antiga Fazenda das Águas Espraiadas. Com o crescimento da cidade de São Paulo, essas terras começaram a ser divididas em lotes menores, dando início à urbanização da área. Há cerca de cinquenta anos, a área que compõe o atual bairro ainda abrigava um resquício de Mata Atlântica.  
Não há registros precisos sobre a data de fundação da Chácara Santo Antônio ou sobre como o local foi criado. O que se sabe é que, como muitos outros bairros de São Paulo, a região era formada por chácaras e propriedades, principalmente de imigrantes portugueses, que cultivavam flores e produtos hortifrutigranjeiros. Os registros mais antigos da região datam do final do século XIX e início do século XX. A origem do nome do bairro, segundo relatos históricos, se deve a um imigrante português proprietário de terras na região que quis homenagear Santo Antônio, padroeiro de Portugal, conhecido também como santo casamenteiro.
O bairro começou a se formar mais claramente no início do século XX, com a demarcação e loteamento das antigas chácaras e fazendas. A área atraiu muitos imigrantes europeus, especialmente alemães, que influenciaram o desenvolvimento local com suas tradições e costumes. A construção de vilas residenciais e a instalação de pequenas indústrias marcaram a primeira metade do século.
Durante a década de 1950 e 1960, a urbanização se intensificou, com a chegada de novos habitantes e a construção de infraestrutura básica.Durante a década de 1950 e 1960, a urbanização se intensificou, com a chegada de novos habitantes e a construção de infraestrutura básica. Até a década de 1960, era um bairro com ruas enlameadas na estação chuvosa e poeirentas no inverno. Sofreu ocupação de migrantes alemães. Em sua maioria, vindos de outros bairros da região sul da capital (Colônia e Parelheiros, principalmente). A migração foi seguida pela vinda de pequenas indústrias, que foram sucedidas por enormes empresas industriais (como Bayer, BASF, Philips e Pfizer). A partir da década de 1970, o bairro começou a se transformar em um importante polo comercial e empresarial, atraindo grandes empresas nacionais e internacionais.
Devido à expansão urbana que se deu na cidade durante o século XX, contudo, a mata original veio a desaparecer quase por completo. Em sua porção mais baixa, possuía considerável várzea sobre solo arenoso junto ao Rio Pinheiros, que servia de "esponja" durante as cheias e era, inclusive, repleta de pequenas lagoas residuais. Atualmente, tal várzea cedeu seu espaço à Avenida das Nações Unidas na Via Professor Simão Faiguenboim e a diversas fábricas, como a extinta Monark. Com o esvaziamento industrial da cidade devido à elevação do custo da terra e a posterior migração das indústrias para outras localidades como interior de São Paulo e até para a República Popular da China, o setor comercial, tecnológico e de serviços passou a ser predominante no bairro, ao lado de bancos e universidades particulares.

## Atualidade
No século XXI, Chácara Santo Antônio continua a se desenvolver como um importante centro de negócios de São Paulo. Um marco recente é o empreendimento da WTorre, que está construindo a torre corporativa mais alta do Brasil, com 219 metros de altura distribuídos em 39 andares. Localizado em um terreno de 317,4 mil m², o Complexo Multiúso Alto das Nações terá uma área construída de 59,4 mil m². O edifício contará com um mirante aberto à visitação pública, prometendo se transformar em um novo ponto turístico da cidade.
O bairro possui uma diversidade arquitetônica que reflete sua história. Desde antigas casas térreas e vilas residenciais até modernos arranha-céus de vidro, o bairro é um exemplo de como a urbanização paulistana se adaptou às mudanças econômicas e sociais ao longo dos anos. Localizada no número 250 da rua José Tabacow, um belo e pequeno templo foi até 2014 a sede da Igreja Batista Nova Jerusalém. Esta igreja tem origem no ano de 1932 no bairro do Brás e chegou até este endereço em 1940, quando adquiriram o terreno e construíram o templo, inaugurado em 1941. Na época, a região era bem diferente da atual, com menos trânsito e construções. A rua, anteriormente chamada de Rua do Ouro, homenageia hoje José Tabacow, fundador de uma importante empresa têxtil paulista. O templo, embora não mais funcione como igreja, é preservado como a Casa Batista da Amizade – Professor Alcides Franco, em homenagem ao pastor que a construiu.
Com área para crescer, o bairro se destaca dentro do distrito de Santo Amaro por oferecer preços mais acessíveis em comparação com bairros vizinhos como Brooklin e Campo Belo. Segundo um estudo da Geoimovel, o valor médio do metro quadrado na Chácara Santo Antônio é de R$ 8.925, enquanto no Brooklin é de R$ 12.471. Recentemente, os moradores da Chácara Santo Antônio expressaram preocupações em relação à nova lei de zoneamento proposta para a cidade. Com medo de um afundamento literal do bairro, eles resistem às mudanças que poderiam permitir a construção de grandes edifícios e o aumento do comércio na região.  A área, que fica em parte na antiga várzea do rio Pinheiros, possui um lençol freático próximo à superfície, o que gera temores de que novas construções possam causar movimentações no solo e rachaduras nas casas.
O bairro tem uma presença cultural significativa, com centros culturais e eventos que promovem a integração social, como a Associação de Empresários da Chácara Santo Antônio. A influência dos imigrantes, especialmente alemães, é visível em alguns eventos e na presença de instituições culturais na região. Devido a essa forte influência alemã, o bairro abriga a sede da Câmara de Comércio e Indústria Brasil-Alemanha. Além disso, a região também é lar do Consulado Geral dos Estados Unidos no Brasil e da Câmara Americana de Comércio - AMCHAM Brasil, sendo a maior câmara de comércio do mundo fora dos Estados Unidos, refletindo sua importância internacional.
A região tem fácil acesso a grandes vias, como as avenidas Roque Petroni Junior, João Dias e Vereador José Diniz, bem como à própria Marginal Pinheiros. Na região, as principais ruas incluem a Rua da Paz, Verbo Divino, Américo Brasiliense e Alexandre Dumas. O bairro é atendido pelas estações de metrô: Borba Gato e Alto da Boa Vista, além da Linha 9 do Trem Metropolitano de São Paulo. Abriga muitas instituições de ensino, que vão da educação infantil à superior. Destaques incluem a escola bilíngue Pueri Domus, a Mapple Bear, a Escola Suíço-Brasileira de São Paulo, o Colégio Objetivo, Escola Municipal Desembargador Joaquim Cândido de Azevedo Marques, Escola Estadual Padre Saboia de Medeiros, Escola Sérgio Buarque de Holanda, Escola Flor da Vida e a EMEF Joaquim Candido de Azevedo Marques. Para os estudantes mais velhos, o bairro abriga a Universidade Anhembi Morumbi, a Universidade São Judas Tadeu (USJT), a Universidade Paulista (UNIP), a Universidade Bandeirante de São Paulo (Uniban) e a Escola Superior de Direito.
Apresenta em seu interior o Complexo Parque da Cidade (Shopping Parque da Cidade), o Shopping Market Place, a controversa Estátua de Borba Gato, os mega projetos Esther Towers, Company Business Towers, Alto das Nações - o edifício de 219 metros será o mais alto da cidade de São Paulo. (em construção), o WTMorumbi, o Rochaverá Corporate Towers, a sede da Accenture do Brasil, a sede da Oracle do Brasil Sistemas, a sede da Claro Brasil, a sede da Pfizer Brazil, a sede da Amil, a sede da Schneider Electric, a sede da Mercer Brasil, a sede da União Quimica - Genom, o Edifício Skyline, o Luna Corporate, o Icon Tower, o Olimpic, a Honda South America, o Consulado Geral dos Estados Unidos da América, o Condomínio Reserva Granja Julieta, o Urbanity Home, a Atento Nova São Paulo, o Like Alto da Boa Vista, o Condomínio Palais des Sports, o Residencial Helbor Acqualife, o Morumbi Office Tower, os hoteis: JW Marriott, Novotel São Paulo Berrini, Transamerica Executive Chácara Santo Antônio, Hotel Intercity Nações Unidas e Mercure Sâo Paulo Nações Unidas. O bairro é classificado pelo CRECI como "Zona de Valor C", assim como outros bairros da capital como Santana, Tatuapé e Barra Funda.